# Erich Selbach

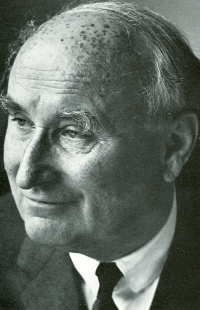
Erich Selbach

Erich Selbach (* 25. Juli 1905 in Essen; † 29. Oktober 1985 in Baden-Baden) war ein deutscher Unternehmer.

## Leben
Erich Selbach, geboren 1905 in Essen, studierte Rechtswissenschaften in Tübingen, Göttingen und Münster. In Tübingen wurde er 1924 Mitglied des Corps Rhenania. Nach dem zweiten juristischen Staatsexamen war Selbach von 1932 bis 1938 Justitiar der Textilfärberei-Aktiengesellschaft in Krefeld, im Jahre 1937 wurde er in den Aufsichtsrat der Girmes-Werke Aktiengesellschaft berufen; von 1938 bis 1971 war er dort Sprecher des Vorstands.
Von 1971 bis 1977 bekleidete Erich Selbach das Amt des Vorsitzenden des Aufsichtsrats; ab 1977 war er der Ehrenvorsitzende dieser Unternehmensgruppe. Bedeutende Unternehmen, z. B. Trinkaus, Kaufhof und die Cellulosefabrik Phrix-Werke AG, beriefen Selbach in ihren Aufsichtsrat oder Beirat.
Selbach war in zahlreichen Verbänden der gewerblichen Wirtschaft vertreten. Von 1957 bis 1974 war er Präsident der Industrie- und Handelskammer Krefeld, später Ehrenpräsident.
Er war Mitglied des Senats der Max-Planck-Gesellschaft zur Förderung der Wissenschaften e. V. und Träger des Großen Verdienstkreuzes des Verdienstordens der Bundesrepublik Deutschland.
Während der Textilkrise in den 1970er-Jahren konnte Selbach den Girmes-Umsatz noch um ca. 40 % steigern. Nach seinem Austreten ging es ab 1984 mit den Girmes-Werken bergab und 1989 meldete die Aktiengesellschaft Konkurs an. 2003 kam es zur Insolvenz der Nachfolge-GmbH. Die Schulden waren auf knapp 100 Millionen Euro angewachsen. Der Insolvenzverwalter entließ 260 von 727 Mitarbeitern. 2004 kaufte Tissavel die Girmes-Aktiva und reduzierte die Mitarbeiterzahl auf 50.
Die Kinder Karl Heinrich Selbach und Erika Littmann geb. Selbach gründeten zur Erinnerung an ihren Vater und mit dessen Erbe die Selbach-Umwelt-Stiftung in München. Eine Straße in Nettetal ist nach Erich Selbach benannt.

## Werke
- Zur Lage der deutschen Wirtschaft im Herbst 1973, o.A.
- Die deutsche Wirtschaft im Spannungsfeld von Staat und Politik zu Mitte des Jahres 1976, o.A.
- Was uns bewegt. Econ, Düsseldorf, Wien 1979, ISBN 3-430-18330-8.